# Pataudi
Pataudi (Hindi पटौदी, Paṭaudī) ist eine Kleinstadt (seit dem 1. August 2001 ein Municipal Committee) mit 20.418 Einwohnern (Zensus 2011) im indischen Bundesstaat Haryana.
Sie liegt im Distrikt Gurugram. Die Distrikthauptstadt Gurugram befindet sich 28 km nordöstlich von Pataudi.
Pataudi war Hauptstadt des früheren Fürstenstaates Pataudi.